# Lygodactylus depressus
Lygodactylus depressus (заїрський карликовий гекон) — вид геконоподібних ящірок родини геконових (Gekkonidae). Мешкає в Центральній Африці.

## Поширення і екологія
Заїрські карликові гекони мешкають в Камеруні, Центральноафриканській Республіці, Республіці Конго і Демократичній Республіці Конго. Вони живуть на великих деревах в незайманих густих вологих тропічних лісах. Зустрічаються на висоті до 800 м над рівнем моря.